# Pierre Gout
Pour les articles homonymes, voir Gout (homonymie).
Pierre Gout, né le 29 juin 1921 à Maisons-Laffitte et mort le 18 septembre 2011 à Nogaro, est un réalisateur français. 

## Biographie
Pierre Gout a été l'assistant de Marcel Carné pour Les Portes de la nuit avant de réaliser plusieurs courts métrages et deux longs métrages.
"De Pantin à Saint-Cloud n’a pour lui que la gentillesse de son auteur, Pierre Gout", a écrit François Truffaut dans Arts (n°594, 227 novembre 1956). 
Il a ensuite travaillé comme directeur de production.

## Filmographie
Courts métrages
- 1949 : Les Petits Mystères de Paris
- 1950 : Renaissance agricole
- 1952 : Louguivy de la Mer
- 1952 : Le Maroc en marche (coréalisateur : Lucien Joulin)
- 1953 : La Ballade des réverbères
- 1956 : De Pantin à Saint-Cloud

Longs métrages
- 1954 : Tout chante autour de moi
- 1957 : Sahara d'aujourd'hui